# II. Marván omajjád kalifa
Marván ibn Muhammad (arab betűkkel مروان بن محمد – Marwān ibn Muḥammad; 688 – Egyiptom, 750. július 23.) volt a szunnita iszlám tizennyolcadik kalifája (uralkodott 744 végétől haláláig), egyben a 750-ig uralkodó Omajjád-dinasztia ún. Marvánida ágának tizenegyedik, utolsó tagja. A tehetségesebb Omajjádok közé tartozott, ám óriási erőfeszítései ellenére sem tudta megakadályozni a család hatalmának felbomlását.

## A kalifátus megszerzése
I. Marván omajjád kalifa hatodik trónra jutó unokája volt I. al-Valíd, Szulejmán, II. Omár, II. Jazíd és Hisám után. Ibráhím nevű unokaöccsétől vette át a hatalmat. Még Hisám nevezte ki Örményország és Azerbajdzsán emírjévé 732/733-ban, ő pedig kiválóan megállta a helyét a Kazár Birodalom ellen vívott kaukázusi harcokban. Kimeríthetetlen energiájára utalva ekkor kezdték el vadszamárnak (al-Himár) nevezni.
Amikor 744-ben a családon belül lázongás kezdődött a kicsapongó és kegyetlen II. al-Valíd ellen, óva intette rokonait a dinasztia egységének felbontásától, ám amikor III. Jazíd átvette a hatalmat, úgy döntött, fellázad unokaöccse ellen. Végül tárgyalásokat követően megelégedett azzal, hogy Jazíd a kezébe adta Moszul és Mezopotámia irányítását is. Jazíd Ibráhím nevű fivérét már nem ismerte el, és az, látva túlerejét, átadta neki a hatalmat.

## Kísérletek a birodalom megmentésére
Az Omajjádok birodalma ekkorra már ezer sebből vérzett. Az Ibériai-félsziget és Észak-Afrika nyugati területeinek irányításába gyakorlatilag nem volt beleszólása a központi hatalomnak, Kúfa környékét és Irak nagy részét a háridzsita eretnekek tartották kezükben, a keletebbi területeken pedig a másodrangú muszlimokként kezelt maváli (nem arab áttértek) tömegei elégedetlenségét szította az Abbászidák előkelő családja, amely az itt hagyományosan erős síitákkal is jó viszonyt ápolt. Agitációjuk központja Horászán volt, ahol Naszr ibn Szajjár helytartó elkeseredett harcot vívott al-Kinánival, a helyi kalbiták vezérével, illetve al-Hárisszal, egy áruló kalandorral.
A körülményeket a Bizánci Birodalom sem habozott kihasználni: V. Konstantin (Konsztantinosz) már 746-ban visszaszerezte ősei városát, az észak-szíriai Germanikeiát, 747-ben a bizánci hajóhad szétverte az alexandriai arab flottát, 752-ben pedig két fontos erődöt sikerült meghódítani Örményországban és Mezopotámiában: Meliténét és Theodosziopoliszt. A képrombolási harcoktól és a bolgárokkal kialakuló háborúskodástól béklyózva azonban Bizánc nem tudott végzetes csapást mérni a vég peremén tántorgó kalifátusra.
Marván nem véletlenül kapta a vadszamár nevet. Miután a biztonságosnak ítélt Harránba települt át, azaz nyíltan a kajsziták védelmébe helyezte magát, hatalmas elszántsággal látott a helyzet rendezéséhez. 10 hónap után bevette a szíriai Himsz városát, mely az ellene harcoló Omajjádok fészke volt, majd a háridzsiták ellen fordult. Az ad-Dahhák vezette eretnekek Moszul ellen vonultak, de a kalifa szétverte seregüket. Súlyosbította a helyzetet, hogy Szulajmán, Hisám fia is fellázadt Marván ellen, majd leverése után a háridzsiták közé állt, akik al-Hajbari vezetésével elfoglalták Moszult, és megfutamították a kalifa seregét. Az ellencsapással sikerült a Hajbari meggyilkolása után Sajbán vezette háridzsitákat visszaszorítani Moszulba, majd hat hónap után bevenni a várost. Sajbán Bahreinbe menekült, ahol megölték, Szulajmán pedig felszállt egy India felé tartó hajóra.
Kétségkívül szép eredmény volt a családi ellenzék megfegyelmezése és a háridzsiták mozgalmának vérbe fojtása, ám a legsúlyosabb veszedelemmel még mindig nem sikerült leszámolni. 747-ben az Abbászidák úgy érezték, elérkezett az idő a hatalomátvételre. Felkelést robbantottak ki Horászánban, ám a keményen ellenálló Ibn Szajjár emír 748-as haláláig nem jutottak komolyabb eredményre. Ekkor azonban gyakorlatilag Mezopotámiától keletre az egész birodalom az ölükbe hullott, ami nagyrészt a síitáknak, közelebbről a mervi Abu Muszlimnak volt köszönhető, aki annak ellenére fejtett ki propagandát az Abbászidák érdekében, hogy azok nyilvánvalóvá tették: nem hajlandóak a síiták által kalifának kiszemelt Muhammad an-Nafsz az-Zakijja és általában az Alidák trónigényét támogatni.
750. január 25-én döntő összecsapásra került sor a Nagy-Záb mentén. Az Abu l-Abbász vezette Abbászida hadsereg megfutamította Marván katonáit. Állítólag csak az ütközet színhelyén 300 omajjád maradt holtan. A teljes mértékben bázis nélkül maradt Marván kétségbeesett menekülésbe kezdett. Damaszkuszból Palesztinán keresztül Egyiptomba ment, ahol nyáron megtalálták, és egy kisebb csetepatéban meggyilkolták.

## Az utolsó Omajjád öröksége
Trónörökösei, Ubajd Alláh és Abdalláh Etiópia földjére menekültek, és az előbbi elesett az ottani harcok során. Azokat az Omajjádokat, akiket elért, Abu l-Abbász lemészároltatta, innen ragadványneve: asz-Szaffáh („a gyilkos”). Hisám kalifa életben maradt unokája, Abd ar-Rahmán nyugatra menekült, és 756-ban az Ibériai-félszigeten hozott létre független államot, melynek vezetése az előbb emírként, majd kalifaként uralkodó Omajjádok kezében maradt 1031-es kihalásukig.
A trónra kerülő Abbászidák a nagy hódító I. Muávija és a kegyes II. Omár kivételével minden Omajjád sírját feldúlták. Központjukat Damaszkuszból áthelyezték Irakba, először Kúfa városába, majd hamarosan az újonnan épített Bagdadba. A hitetlennek és erkölcstelennek tartott Omajjádok bukásával az arabok birodalmon belüli kivételezett helyzete is szertefoszlott, mivel az új dinasztia szigorú egyenlőséget tartatott be muszlim és muszlim közt. Az erős síita kapcsolatok ellenére azonban továbbra is a szunnita iszlám hatása maradt az állami irányzat, és nem egészen egy évszázad múltán az Abbászida hatalom is darabjaira hullott szét – igaz, egészen 1517-ig a család tagjai viselték a kalifai címet.